# All-American Canal

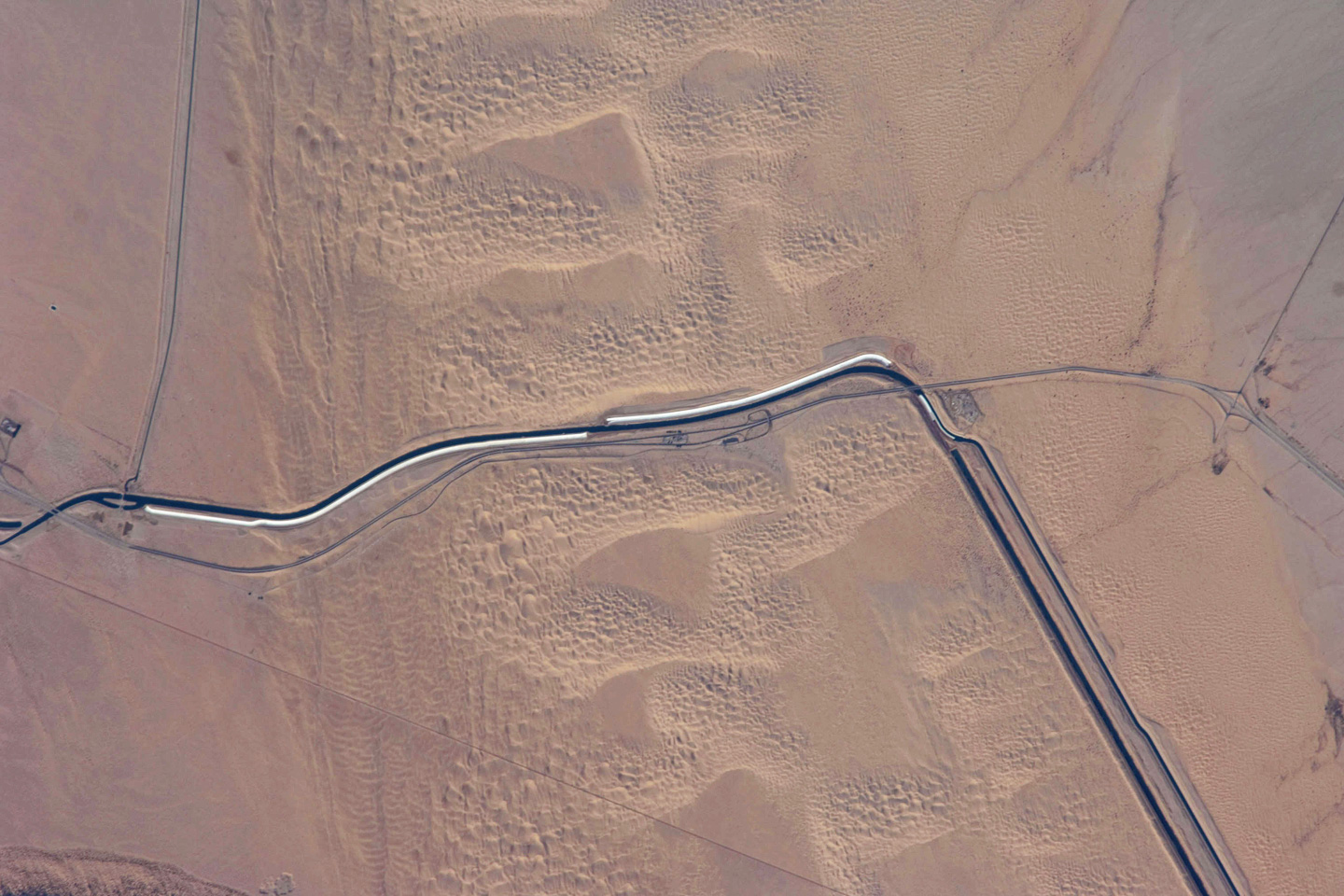
Vista di un tratto lungo 15 chilometri dell'All-American Canal nei pressi di Yuma in Arizona

L'All-American Canal è un canale artificiale lungo 80 miglia (129 km) che funge da acquedotto. Situato in California sud occidentale il canale attinge l'acqua dal fiume Colorado e la convoglia verso l'Imperial Valley. Il canale che è l'unica fonte d'acqua nell'Imperial valley sostituì l'Alamo Canal, il cui corso era prevalentemente situato in territorio messicano. L'approvvigionamento idrico dell'Imperial Valley tramite l'All-American Canal avviene con l'ausilio di 6 canali di dimensioni inferiori che forniscono acqua ad una superficie di 250.000 ettari. Il canale è il più grande canale di irrigazione al mondo, con una portata massima di circa 740 metri cubi al secondo.
Il canale scorre per la maggior parte del suo tratto parallelo al confine tra Stati Uniti e Messico. 
Dal 1997 oltre 500 persone sono annegate in questo canale, facendo guadagnare a questo corso d'acqua il titolo di canale più pericoloso degli Stati Uniti.